# Gérard Kango Ouédraogo
Gérard Kango Ouédraogo (ur. 19 września 1925 w Ouahigouya, zm. 1 lipca 2014 w Wagadugu) – burkiński dyplomata i polityk, działający także we Francji, premier Górnej Wolty (dziś Burkiny Faso) od 13 lutego 1971 do 8 lutego 1974.

## Życiorys
W czasach kolonialnych był założycielem partii Ruch Zjednoczenia Wolty. Od 1956 do 1959 zasiadał we francuskim Zgromadzeniu Narodowym jako reprezentant Górnej Wolty, następnie od 1960 do 1966 pełnił funkcję ambasadora nowo powstałego państwa Górna Wolta w Wielkiej Brytanii. Zasiadał następnie w parlamencie z ramienia Demokratycznej Unii Wolty-Ruchu na rzecz Demokratycznej Afryki, przewodził tej partii od 1970 do 1974. W 1971 rządzący prezydent Sangoulé Lamizana reaktywował stanowisko premiera, na które powołał Ouédraogo. W 1974 Lamizana ponownie skupił w swoim ręku pełnię władzy. Od 1978 do 1980 przewodniczył Zgromadzeniu Narodowemu, po czym od tej funkcji odsunął go zamach stanu Saye Zerbo. Za rządów trzech kolejnych dyktatorów Saye Zerbo, Thomasa Sankary i Blaise'a Compaoré kilkukrotnie wtrącany do więzienia. W latach 90. dwukrotnie wybierany do parlamentu, zrezygnował z mandatu 27 maja 1998. W tym samym roku został dożywotnim honorowym prezesem Aliansu dla Demokracji i Federacji – Afrykańskiego Wiecu Demokratycznego, któremu przewodzi jego syn Gilbert Noël Ouédraogo.